# كارثة جبل إفرست 1996
وقعت كارثة جبل إفرست 1996 يومي 10 و11 مايو 1996، حيث توفي ثمانية متسلقين في عاصفة ثلجية على جبل إفرست أثناء محاولتهم النزول من القمة. على مدار الموسم بأكمله، لقي 12 شخصًا مصرعهم أثناء محاولتهم الوصول إلى القمة، مما جعله أكثر المواسم دموية على جبل إفرست في ذلك الوقت، والثالث الأكثر دموية بعد 22 حالة وفاة بسبب الانهيارات الجليدية الناجمة عن زلزال نيبال في أبريل 2015، و 16 حالة وفاة من الانهيار الجليدي لجبل إفرست 2014. تلقت كارثة عام 1996 دعاية واسعة النطاق وأثارت تساؤلات حول تسويق إفرست.
كُتبت العديد من الكتب وأنتجت العديد من الأفلام بخصوص هذا الحدث، بما في ذلك فيلم إفرست سنة 2015.

## قائمة القتلى
| الاسم                         | الجنسية          | البعثة                       | مكان الوفاة                       | سبب الوفاة                                         |
| ----------------------------- | ---------------- | ---------------------------- | --------------------------------- | -------------------------------------------------- |
| أندي هاريس ‏ (مُرشد)            | نيوزيلندا        | Adventure Consultants        | بالقرب من قمة الجنوب، 8,749 متر   | مجهول؛ يُفترض أنه يسقط أثناء الهبوط بالقرب من القمة |
| دوغ هانسن (زبون)              | الولايات المتحدة | Adventure Consultants        | بالقرب من قمة الجنوب، 8,749 متر   | مجهول؛ يُفترض أنه يسقط أثناء الهبوط بالقرب من القمة |
| روب هال (مُرشد/قائد البعثة)    | نيوزيلندا        | Adventure Consultants        | بالقرب من قمة الجنوب، 8,749 متر   | التعرض لانخفاض درجة الحرارة                        |
| ياسوكو نامبا ‏ (زبون)          | اليابان          | Adventure Consultants        | الممر الجنوبي ‏، أكثر من 7,900 متر | التعرض لانخفاض درجة الحرارة                        |
| سكوت فيشر ‏ (مُرشد/قائد البعثة) | الولايات المتحدة | Mountain Madness             | جنوب شرق ريدج، 8,300 متر          | التعرض لانخفاض درجة الحرارة                        |
| تسيوانغ سمانلا                | الهند            | شرطة الحدود الهندية التبتية ‏ | شمال شرق ريدج، 8,600 متر          | التعرض لانخفاض درجة الحرارة                        |
| دورغي موروب                   | الهند            | شرطة الحدود الهندية التبتية ‏ | شمال شرق ريدج، 8,600 متر          | التعرض لانخفاض درجة الحرارة                        |
| تسيوانغ بالجور                | الهند            | شرطة الحدود الهندية التبتية ‏ | شمال شرق ريدج، 8,600 متر          | التعرض لانخفاض درجة الحرارة                        |